# Pierangelo Manzaroli
Pierangelo Manzaroli (* 25. März 1969 in Rimini, Italien) ist ein ehemaliger san-marinesischer Fußballspieler und heutiger Trainer. In seiner aktiven Karriere bestritt er zwischen 1991 und 2001 38 Länderspiele für sein Land, von 2014 bis 2019 war er Cheftrainer der san-marinesischen Nationalmannschaft, nachdem er zuvor vier Jahre lang die U-21 betreute.

## Karriere

### Als Spieler
Manzaroli verbrachte seine gesamte Karriere in San Marino, er spielte für SS Cosmos, SP Cailungo, San Marino Calcio und SS Pennarossa. In der Nationalmannschaft kam er in zehn Jahren zu 38 Einsätzen. 2005 beendete er seine aktive Karriere und entschloss sich, als Trainer weiterzuarbeiten.

### Trainerkarriere
2006 wurde Manzaroli Spielertrainer bei Pennarossa und führte den Verein zur Meisterschaft. Von 2007 bis 2008 übernahm er den AC Libertas. Dazwischen betreute er die B-Mannschaft San Marino’s bei dem UEFA Regions’ Cup.
2009 trainierte er ein Jahr die U-15 San Marino’s, 2010 wurde er Nachfolger von Giuseppe Canini in der U-21.
Mit der U-21 gelang Manzaroli bei der Qualifikation zur U-21-EM 2013 ein 0:0 gegen Griechenland, was von den San-Marinesen als Erfolg gefeiert wurde. Ihren ersten Sieg errang die Mannschaft am 6. September 2013 gegen die U-21 aus Wales, vor heimischem Publikum gewann San Marino sensationell mit 1:0 durch ein Kopfballtor von Juri Biordi in der 21. Spielminute. Es war der zweite Pflichtspielsieg überhaupt für eine san-marinesische Nationalmannschaft (2002 gewann die U-17 mit 2:1 gegen Andorra), wenn man die anderen zwei mit 3:0 für San Marino gewerteten Spiele außer Acht lässt.
Nach dem Rücktritt 2013 von Giampaolo Mazza ernannte der san-marinesische Fußballverband am 15. Februar 2014 Manzaroli als dessen Nachfolger in der A-Nationalmannschaft. Sein Debüt gab er am 8. Juni 2014 bei einem Freundschaftsspiel gegen Albanien, San Marino verlor das Spiel mit 0:3.
Am 15. November 2014 erreichte Manzarolis Mannschaft ein 0:0 gegen Estland.